# James Honeyman-Scott

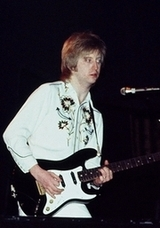
James Honeyman-Scott (1981)

James Honeyman-Scott (* 4. November 1956 in Hereford; † 16. Juni 1982 in London) war ein britischer Rockmusiker, der als Gitarrist von The Pretenders bekannt wurde.

## Leben
Schon mit sieben Jahren bekam Honeyman-Scott Klavier-Stunden und mit zehn Jahren begann er beim Hören von Eric-Clapton- und Hank-Marvin-Aufnahmen die Gitarren-Parts mitzuspielen. Als Teenager spielte er in einer Reihe von Bands, darunter die Cheeks, bei denen er neben Verden Allen, einem späteren Gründungsmitglied von Mott the Hoople, auch den Bassisten Pete Farndon und den Schlagzeuger Martin Chambers kennenlernte. Sein Geld verdiente sich Honeyman-Scott in dieser Zeit als Gemüsegärtner, Gitarrenverkäufer und Studiogitarrist für Musiker wie Tommy Morrison und Robert John Godfrey.
Ende der Siebziger begann er sich für Punkrock und New Wave zu interessieren, er war vor allem Fan von Elvis Costello und Nick Lowe. Als er etwas später eine Anfrage von Farndon erhielt, ob er für eine neue Band vorspielen wolle, die sich The Pretenders nenne und die er zusammen mit Chrissie Hynde gegründet hatte, konnte er mit seinem Vorspiel zwar Hynde überzeugen, zögerte jedoch selbst zunächst noch. Erst als Hynde Honeyman-Scotts Idol Nick Lowe als Produzenten für die Debütsingle der Pretenders, Stop Your Sobbing, gewinnen konnte, sagte er zu und stieg 1979 als festes Mitglied bei den Pretenders ein.
Auf dem Debütalbum The Pretenders verband er Stilmittel aus Reggae, Country und Punkrock miteinander. Das Album wurde ein Welterfolg, doch sowohl er selbst als auch Farndon waren inzwischen drogenabhängig geworden.
Im März 1981 heiratete er das Model Peggy Sue Fender. Nach der Veröffentlichung des namenlosen zweiten Albums und zwei Tage nach dem darauffolgenden Ausschluss Farndons von der Band aufgrund anhaltender Drogenprobleme wurde Honeyman-Scott am 16. Juni 1982 tot aufgefunden. Er starb an einer Überdosis von Kokain und Heroin.
Kurz nach seinem Tod schrieb Hynde als Tribut für ihn den Song Back on the Chain Gang, der einer der größten Hits für die Band werden sollte. Auch der Song 2000 Miles ist ihm gewidmet. Honeyman-Scotts Nachfolger bei den Pretenders wurde Robbie McIntosh, den Honeyman-Scott schon vor seinem Tod den Pretenders näherbringen wollte.